# Ernostar

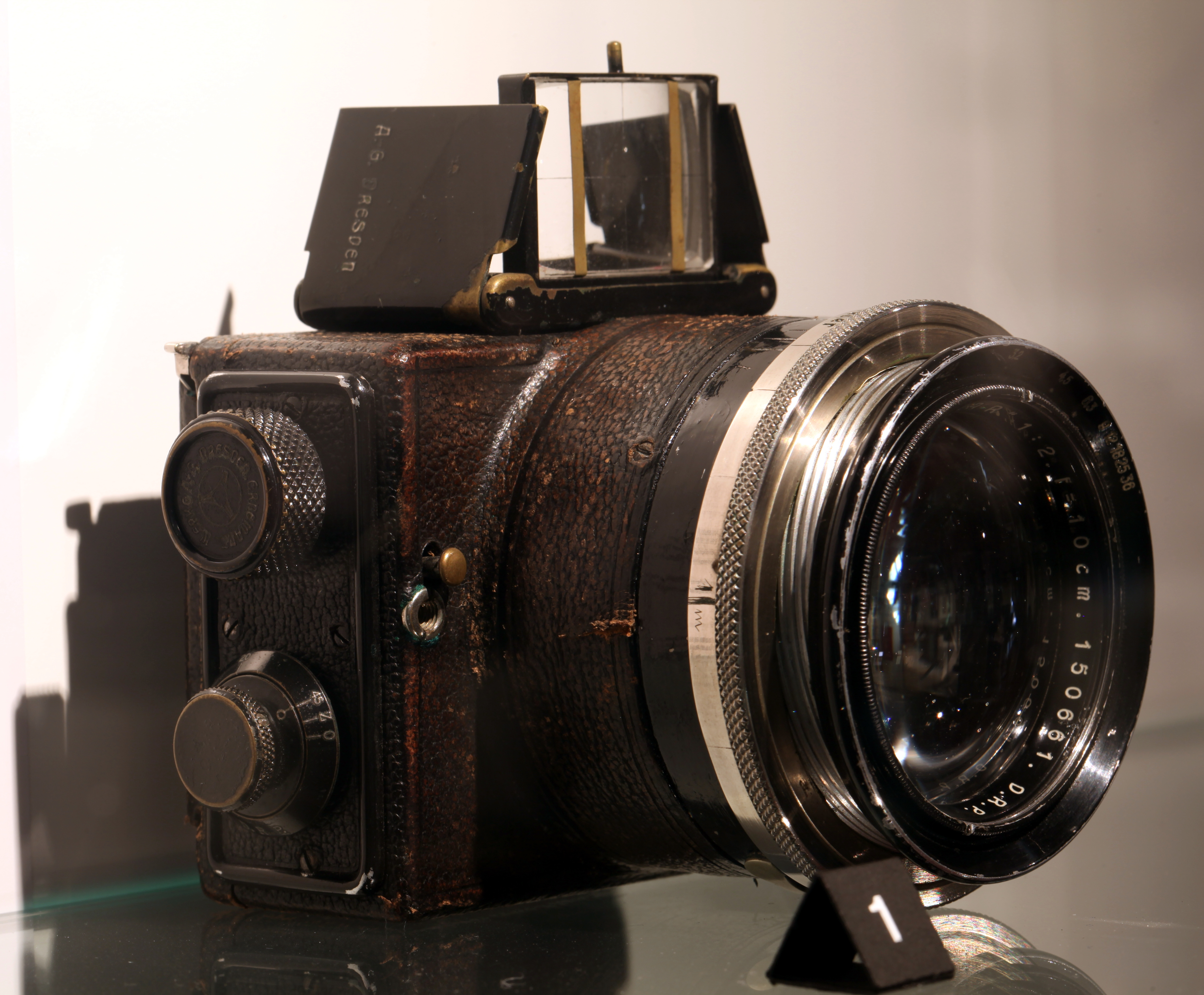
Die Ermanox mit dem Ernostar 1:2

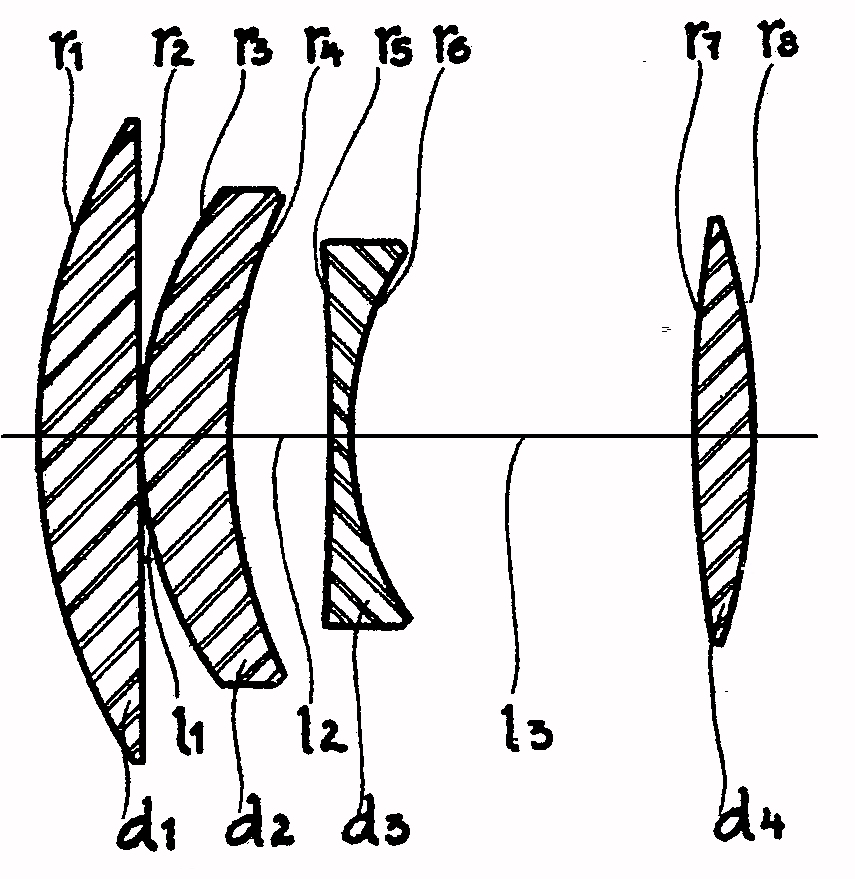
Die rudimentärste Form des Ernostars mit lediglich vier Linsen in vier Gruppen. (Aus der Patentschrift DE458.499 vom 24. Juli 1924)

Das oder der „Ernostar“ zählt zu den frühesten hochlichtstarken Objektiven in der Geschichte der Fototechnik. Das von Ludwig Bertele entwickelte Objektiv fand ab 1924 an der durch die Ernemann-Werke in Dresden gefertigten Ermanox-Kamera Verwendung. Mit Lichtstärken von 1:2 und später 1:1,8 ermöglichte die Kombination Ermanox/Ernostar erstmals das Arbeiten unter zuvor technisch nicht zu bewältigenden Lichtbedingungen, z. B. in Innenräumen, bei Nacht oder während Konzerten. Die Meisterschaft im Umgang mit diesen neuen fotografischen Möglichkeiten trug z. B. zum Ruhm des Fotografen Erich Salomon bei.
Die Wortmarke „Ernostar“ wurde am 8. Januar 1923 angemeldet und erst am 20. Januar 2004 auf Antrag des letzten Inhabers, der Ernemann Cine Tec Kinoprojektionsgeräte GmbH, gelöscht.

## Konstruktionsgeschichte
Die Grundkonstruktion des Ernostars beruht auf dem Cooke-Triplet, einem auf das Jahr 1893 zurückgehenden dreilinsigen Anastigmaten. Dessen einfacher Aufbau bot jedoch nur begrenzte Möglichkeiten insbesondere die sphärischen Restfehler zu minimieren, was eine Voraussetzung zur Anhebung der Öffnung war. Bereits im Jahre 1916 war der Konstrukteur C. C. Minor aus Chicago deshalb auf die Idee gekommen, zwischen der sammelnden Vorderlinse und der zentralen Zerstreuungslinse des Triplets eine weitere Sammellinse einzufügen. Daraus entstand der von Gundlach als Objektiv für Filmkameras produzierte Ultrastigmat.
Fünf Jahre später hatte Ludwig Bertele jedoch erkannt, dass zur weiteren Anhebung der Öffnung eines Tripletaufbaus die Brechkraft der vorderen sammelnden Komponente so stark angehoben werden müsse, dass der Strahlenverlauf hinter der Zerstreuungslinse nicht mehr wie bislang divergierend, sondern konvergierend oder zumindest parallel wird. Um die dazu nötige Verkürzung der Brennweite der vorderen positiven Komponente zu erreichen, hatte Bertele diese wie zuvor Minor auf zwei einzelne Sammellinsen aufgespalten. Bertele hatte aber erkannt, dass diese zweite Zerstreuungslinse meniskenförmige Gestalt haben müsse, um zu einer hohen sphärischen Korrektur des Gesamtsystems zu gelangen. Dieser Ausgangspunkt für die Ernostar-Entwicklung, der sich bereits auf das Jahr 1921 zurückverfolgen lässt, war bislang in der Fachliteratur unbeachtet geblieben, da das diesbezügliche erste Patent des gerade erst 20-jährigen Berteles im Deutschen Reich nie erteilt worden ist. Aus der erst im Jahr darauf eingereichten britischen Anmeldung dieser Erfindung, die erfolgreich war, ist jedoch eindeutig das deutsche Anmeldedatum 4. Oktober 1921 ersichtlich. Auf diesen beiden bahnbrechenden Entdeckungen Berteles aus dem Jahre 1921, dass erstens der Strahlenverlauf hinter der Zerstreuungslinse konisch verjüngt oder zumindest zylindrisch sein müsse (um nämlich bei der nachfolgenden Sammellinse zu kleinen Inzidenzwinkeln zu gelangen) und dass dazu zweitens hinter der Frontlinse ein sammelnder Meniskus eingefügt werden muss, beruhen sämtliche Ernostar- und auch Sonnar-Entwicklungen, die der Konstrukteur in der Folgezeit noch schaffen wird.
Nur drei Monate später, zum 14. Januar 1922, hatte Bertele mit dem Reichspatent 401.274 zwei chromatisch gegensätzlich wirkende Kittflächen im vorderen Systemteil eingeführt, mit denen er Restbeträge des Farbquerfehlers und der Sphärochromasie beheben konnte. Dieses Objektiv war bereits als außergewöhnlich gutes Projektionssystem nutzbar.
Den Schritt zum Ernostar als ein heute noch legendäres Aufnahmeobjektiv bildete dann Berteles Reichspatent Nr. 435.762 vom 25. Oktober 1924, mit dem er eine beträchtliche Verkürzung der Baulänge der Optik erreichte, was angesichts der für die damaligen Aufnahmeformate nötigen langen Brennweiten unabdinglich war, um das Objektiv überhaupt in eine Plattenkamera einbauen zu können. Damit war das Ernostar 1:2,0 zwar nicht das erste hochlichtstarke Objektiv (der Kino-Plasmat 1:2,0 von Paul Rudolph war bereits 1923 erschienen), es erregte aber vor allem deshalb Aufsehen, weil es nicht allein für Kino-Kameras hergestellt wurde, sondern im Verbund mit der speziellen Schlitzverschluss-Kamera Ermanox auch für photographische Stillbild-Aufnahmen verfügbar war. Dies sorgte für das Aufkommen einer neuen Art des Photographierens, die später als Available-Light-Technik bekannt geworden ist. Allerdings währte die Konjunktur der Ermanox nur wenige Jahre, da sie rasch durch die neuen Kleinbildkameras abgelöst wurde.
Nur kurze Zeit darauf, zum 6. Dezember 1924, übertraf Bertele seine bisherigen Leistungen mit dem Reichspatent Nr. 436.260, mit dem er nicht nur die Lichtstärke des Ernostars auf 1:1,8 anheben, sondern durch eine verbesserte Korrektur der sphärischen Aberration der schiefen Lichtbüschel (Koma) den Bildwinkel auf annähernd 50 Grad ausdehnen konnte. Dadurch war es möglich, die Brennweiten weiter zu verkürzen (für das Plattenformat 4,5 × 6 cm beispielsweise von 100 auf 85 mm).
Trotz dieser Spitzenleistung in Bezug auf die hohe Maximalöffnung hatte das Einfügen einer zusätzlichen Gruppe in den Triplet-Aufbau einen nicht zu vernachlässigenden Nachteil: Wie der Leiter des Ernemann-Optikbüros August Klughardt im Jahre 1926 nachweisen konnte, betrug der Lichtverlust im Ernostar ganze 48 Prozent. Für ein klassisches Triplet oder ein Tessar lag der Verlust bei nur knapp über 30 Prozent. Dieses Problem bildete für Ludwig Bertele den Anlass, ab 1929 die Anzahl der Glieder seines Objektives von vier auf drei zu reduzieren und damit das Ernostar zum Sonnar weiterzuentwickeln.

## Bauähnliche Objektive
Nachdem die Firma Ernemann in der Zeiss Ikon AG aufgegangen war und Bertele die Sonnare entwickelt hatte, wurden die Ernostare bereits nach wenigen Jahren wieder aus der Produktion genommen. Die Firma Goerz hatte jedoch im Februar 1925 ein Patent angemeldet, mit dem sie in dem zweiten sammelnden Teil der vorderen Systemhälfte eine chromatisch überkorrigierend wirkenden Kittfläche einführte. Diese Konstruktionsidee wurde ab 1934 von Paul Schäfter aufgegriffen, der darauf basierend das Primoplan für die Firma Meyer-Optik in Görlitz entwickelte.
Nach dem Zweiten Weltkrieg, als sich die Entspiegelung von Glasoberflächen durchgesetzt hatte, und verbesserte Glasarten verfügbar waren, erlebte der Ernostar-Typ einen zweiten Frühling. Langbrennweitige Objektive wie das Leitz Elmarit 1:2,8/90 mm oder das Minolta MC Tele Rokkor-QD 1:3.5/135 mm lehnen sich an den Ernostar-Aufbau an. Das Nikon Nikkor P 2,8/180 mm und das Leitz Elmarit R 2,8/180 mm sind klassische Ernostar-Typen. Selbst explizit als Sonnar bezeichnete Objektive wie das Zeiss Oberkochen Sonnar 2,8/150 mm für die Hasselblad 2000er Serie sind in Wahrheit Variationen des Ernostars. Für den VEB Pentacon Dresden wurde ab den späten 1970er Jahren ein Prakticar 2,4/50 mm gefertigt, das eine auf moderne Glasarten umgestellte Wiederkehr des vierlinsigen Ernostar-Grundtyps darstellte, wie ihn Bertele 1921 erdacht hatte.